# جويل نومينفيل
جويل نومينفيل (بالإنجليزية: Joëlle Numainville) (و. 1987  م) هي دراجة كندية، ولدت في لافال، شاركت في الألعاب الأولمبية الصيفية 2012، ودورة ألعاب الكومنولث 2010.

## سجل الفوز

### سباقات أو مراحل فاز بها
| التاريخ       | السباق                                                          | المركز                   |
| ------------- | --------------------------------------------------------------- | ------------------------ |
| 20 يوليو 2005 | Gastown Grand Prix (women) 2005                                 |                          |
| 24 مايو 2009  | Tour de l'Aude Cycliste Féminin 2009                            | السابع في تصنيف أفضل شاب |
| 13 يونيو 2010 | جائزة غاتينو الكبرى للدراجات 2010                               | الفائز في التصنيف العام  |
| 27 يونيو 2010 | سباق الطريق للسيدات في بطولة كندا لسباق الدراجات 2010           | الفائز في التصنيف العام  |
| 03 أبريل 2011 | طواف فلاندرز للسيدات 2011                                       | السادس في التصنيف العام  |
| 21 مايو 2011  | جائزة غاتينو الكبرى للدراجات 2011                               | الثاني في التصنيف العام  |
| 27 أغسطس 2011 | Women Plouay Grand Prix 2011                                    | الثامن في التصنيف العام  |
| 25 مارس 2012  | Redlands Bicycle Classic (women) 2012                           |                          |
| 01 أبريل 2012 | طواف فلاندرز للسيدات 2012                                       | الثالث في التصنيف العام  |
| 21 مايو 2012  | جائزة غاتينو الكبرى للدراجات 2012                               | الرابع في التصنيف العام  |
| 22 يونيو 2012 | سباق الطريق للسيدات في بطولة كندا لسباق الدراجات 2012           |                          |
| 20 يونيو 2013 | سباق الطريق ضد الساعة للسيدات في بطولة كندا لسباق الدراجات 2013 | الفائز في التصنيف العام  |
| 21 يونيو 2013 | سباق الطريق للسيدات في بطولة كندا لسباق الدراجات 2013           | الفائز في التصنيف العام  |
| 26 يونيو 2015 | سباق الطريق للسيدات في بطولة كندا لسباق الدراجات 2015           | الفائز في التصنيف العام  |
| 25 يونيو 2016 | سباق الطريق للسيدات في بطولة كندا لسباق الدراجات 2016           |                          |
| 28 يونيو 2016 | سباق الطريق ضد الساعة للسيدات في بطولة كندا لسباق الدراجات 2016 |                          |
| 10 يوليو 2016 | 2016 White Spot / Delta Road Race (women's race)                | الفائز في التصنيف العام  |

## روابط خارجية
- جويل نومينفيل على موقع الاتحاد الدولي للدراجات (الإنجليزية)
- جويل نومينفيل على موقع أرشيف الدراجات (الإنجليزية)
- جويل نومينفيل على موقع إحصائيات الدراجات الإحترافية (الإنجليزية)
- جويل نومينفيل على موقع نسبة الدراجات (الإنجليزية)
- جويل نومينفيل على موقع CyclingDatabase.com (مؤرشف) (الإنجليزية)
- جويل نومينفيل على موقع اللجنة الأولمبية الدولية (الإنجليزية)
- جويل نومينفيل على موقع أوليمبيديا (الإنجليزية)
- جويل نومينفيل على موقع اللجنة الأولمبية الكندية (الإنجليزية)
- جويل نومينفيل على موقع اتحاد ألعاب الكومنولث (مؤرشف) (الإنجليزية)